# Cataclysta confusalis
Cataclysta confusalis là một loài bướm đêm trong họ Crambidae.